# Glen Grey Act
Der Glen Grey Act (Cape Colony Act No. 25 / 1894), deutsch Glen-Grey-Gesetz, war eine Rechtsvorschrift in der Kapkolonie. Sie stellt einen legislativen Meilenstein in der Kolonialgeschichte Südafrikas und für die sich später etablierende Rassentrennungspolitik in diesem Land dar. Das Gesetz trat am 4. Oktober 1894 in Kraft.

## Ziele und Rahmenbedingungen
Die Intention dieses Gesetzes orientierte sich an dem Grundsatz „Ein Mann – ein Grundstück“ (one man – one plot). Der Glen Grey Act stellt eine Reaktion der Kolonialverwaltung unter dem Premierminister Cecil John Rhodes und seines einflussreichen Unterstützers Jan Hendrik Hofmeyr auf die industrielle und agrarwirtschaftliche Entwicklung im Bereich der früheren britischen Kolonie am Kap dar. Damit sollte die Arbeitskräftezufuhr für die ansässige Kolonialwirtschaft günstig beeinflusst werden. Besonders die südafrikanischen Goldbergwerke erlebten zum Ende des 19. Jahrhunderts einen starken Aufschwung und daraus entwickelte sich ein hoher Arbeitskräftebedarf in diesem Sektor. Gemeinsam mit den einflussreichen weißen Agrarunternehmen formte sich die sogenannte „gold and maize alliance“ als informelles politisches Bündnis zu Gunsten einer an deren Interessen ausgerichteten Politik, dem der Premierminister günstig gestimmt war. Rhodes gilt als Architekt dieses Gesetzes, bei dessen Entwicklung er sich auf Vorarbeiten regional erfahrener Administratoren wie Charles Brownlee und Captain Blyth stützte. Im Zentrum seiner Gesetzesinitiative stand die Veränderung ökonomischer Strukturen unter der schwarzen Bevölkerung durch die Einführung von individuellem Landbesitz, der Arbeitssteuer und einer regionalen Selbstverwaltung. Dessen politische Leitaussage wird von dem britischen Historiker Basil Williams wie folgt beschrieben: „work, segregation in native areas, individual property and local self-government“ (deutsch etwa: „Arbeiten, Aussonderung in Eingeborenengebiete, individuelles (Land-)Eigentum und lokale Selbstverwaltung“).

## Anwendung und Auswirkungen
Der unmittelbare Zweck des Glen Grey Act war eine nach kolonialpolitischen Gesichtspunkten ausgerichtete Landverteilung an Teile der schwarzen Bevölkerung. Die Regelungen ließen eine Grundstücksübertragung an den ältesten Sohn des schwarzen Landbesitzers zu, aber nicht an andere Söhne. Diese sollten in der Kapkolonie um Arbeit ersuchen, wodurch sie zwangsläufig in die Rolle von Wanderarbeitern für die prosperierenden Wirtschaftsbereiche gedrängt wurden. Zusätzlich erfolgte eine Festsetzung des Landbesitzes für die schwarze Bevölkerung des Glen Grey Districts auf eine Fläche von 4 Morgen (8,5 Acres) pro Familie. Auf diese Weise sollte ein durchgehend einheitlicher, individueller Landbesitz für die Eingeborenen eingeführt werden. Damit war faktisch die Auflösung bisheriger Machtstrukturen in den Stammesverbänden verbunden, da sie nur gemeinschaftlichen Landbesitz kannten.
Die Kolonialpolitik schuf mit dem Gesetz auch ein neues repräsentatives System in Form von lokalen Selbstverwaltungsorganen für Schwarze, die in das politische System der britisch verwalteten Kapkolonie integriert waren. Damit unternahm man einen Versuch, die eingeborene Bevölkerung an das parlamentarische Wahlsystem der Weißen heranzuführen. Die eingeborenen Mitglieder der lokalen Räte in den Verwaltungsdistrikten wurden teilweise von der schwarzen Bevölkerung gewählt und teilweise vom Governor-General der Kapkolonie ernannt. Den Distriktsräten gestand man eine Mitverantwortung bei den Aufgaben zum Bau und Ausbau der Straßeninfrastruktur, der Seuchenbekämpfung in der Tierhaltung sowie der Errichtung von Schulen zu. Alle Distriktsräte der Bantubevölkerung waren nach jahrelanger administrativer Einflussnahme im General Council (Generalrat) eingebunden, der unter der Leitung von weißen Kolonialbeamten stand und seinen Sitz in Umtata hatte. Dieser Prozess vollzog sich etappenweise und bis 1903 war die Mehrheit aller Distrikträte im Transkeian Territories General Council vertreten. Einige weitere kamen bis 1924 hinzu.
Ferner kam es zur Einführung einer Lohnsteuer mit einer verpflichtenden Zahlung in Höhe von 10 Schilling. Mit dieser Zwangsabgabe wurde jeder männliche Arbeitsfähige zwangsläufig zu einer Arbeit verpflichtet.
Cecil Rhodes begründete sein Gesetz mit dem Argument, dass die Eingeborenen dabei etwas von der „Würde der Arbeit herausfinden“ sollen („...to find out something of the dignity of labour“). Gegen die Auswirkungen des Gesetzes, besonders wegen der Lohnsteuer und dem aufgezwungenen individuellen Landbesitz erhoben sich in Teilen der schwarzen Bevölkerung Proteste. Die vom Gesetzgeber beabsichtigten Regulierungswirkungen ergaben sich nicht in dem erhofften Umfang. Als wichtigste Folgewirkung des Glen Grey Act gilt das United Transkeian Territories General Council, allgemein als Bunga bezeichnet, eine parlamentsähnliche Vertretungskörperschaft im späteren Reservat Transkei.

## Begriff und Vorgeschichte

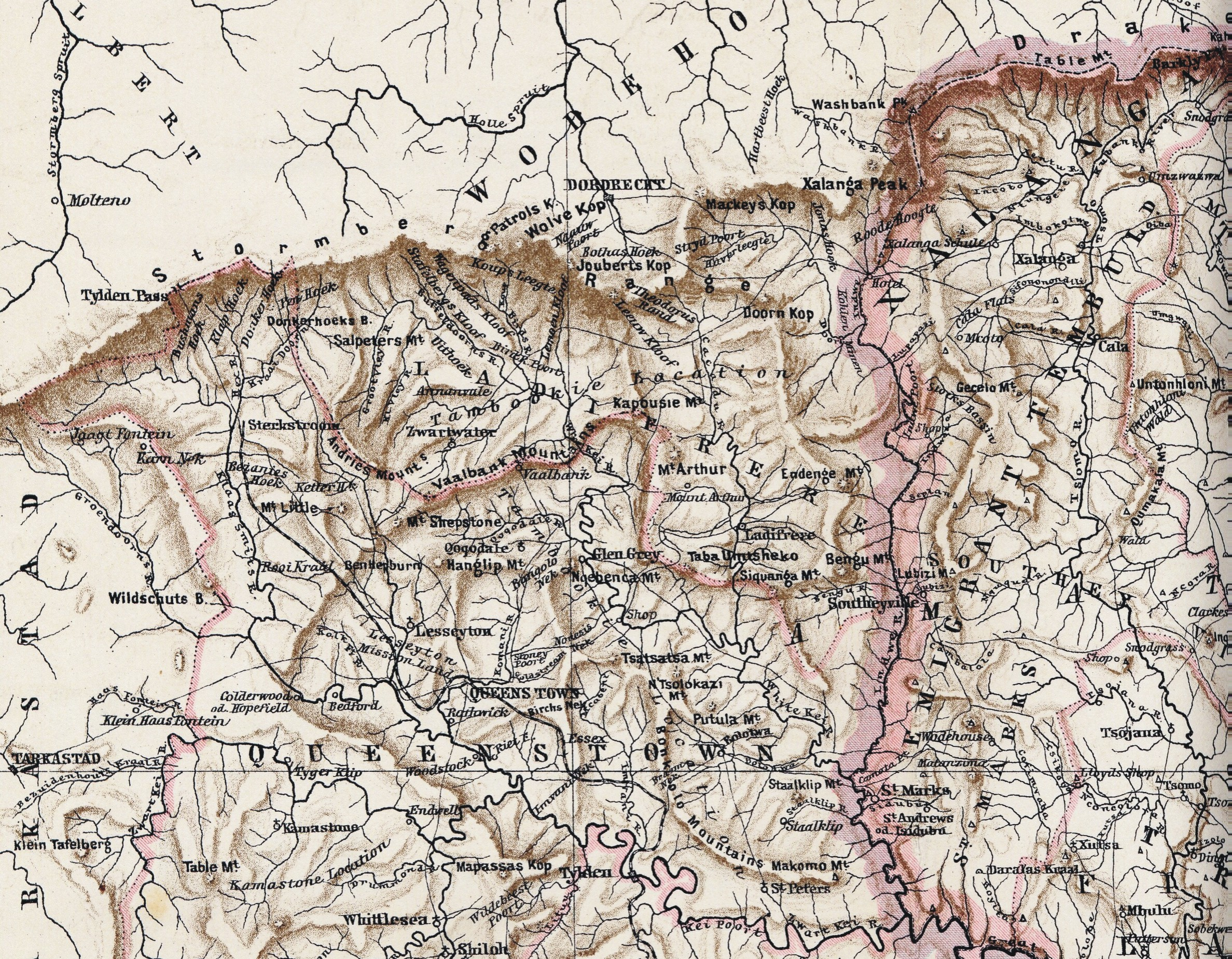
Region um Queenstown mit der Gegend um Lady Frere, die die Bezeichnung Tambookie Location trug (Karte von 1885)

Der Name des Gesetzes leitet sich von einem früheren Distrikt der Kapkolonie ab. Der Glen Grey District befand sich östlich von Queenstown in der heutigen Provinz Eastern Cape und bildete die Umgebung der Ortschaft Lady Frere. Er gehörte zum Gebiet der ehemaligen Transkei und wurde später der Ciskei zugeordnet. Lady Frere war der Sitz seiner Distriktsverwaltung. Ursprünglich bezeichnete man die Region als Tambookie Location. Im Jahr 1879 erfolgte die administrative Abtrennung eines Gebietes um Lady Frere, das zuvor noch zu Tembuland gehört hatte. Es erhielt seinen Namen nach dem britischen Kolonialbeamten George Edward Grey, der von 1854 bis 1861 als Gouverneur die Kapkolonie verwaltet hatte. Während seiner Amtszeit unternahm George Grey mehrere Versuche zur Ausdehnung des britisch kontrollierten Gebietes im östlichen Grenzbereich der Kapkolonie. Zur Eindämmung der immer wieder militärisch eskalierenden Konflikte westlich des Great Kei Rivers sah er in der so genannten Ciskei, wo schwarze und weiße Bevölkerung nicht strikt getrennt siedelten, ein wirkungsvolles Entwicklungsinstrument. Seine Bemühungen um Erweiterung des britischen Einflussbereiches jenseits des Great Kei Rivers (Transkeian Territories) erfuhren von der Regierung in London nachträglich eine Missbilligung und die Annexionen Greys wurden zeitweilig revidiert.
Das Tambookie Location genannte Areal wurde im Jahre 1853 geschaffen, um Teile der schwarzen Bevölkerung hier neu anzusiedeln, die durch die „weiße“ Farmlandentwicklung aus der Region Queenstown vertrieben wurde. Entgegen den Erwartungen der Kolonialbehörden waren nicht alle Betroffenen an einer eigenständigen landwirtschaftlichen Tätigkeit im neuen Siedlungsgebiet interessiert und gerieten auf diese Weise in die Rolle von Gelegenheitsarbeitern. In diesen Bewohnern sahen Kolonialbeamte die Ursache für eine sich entwickelnde Überbevölkerung. Aus deren europäisch geprägtem Blickwinkel erwuchs die Idee, nach der die schwarze Bevölkerung jener Region in zwei Gruppen eingeteilt werden könne. Das waren demnach „seriöse“ Bauern mit Wahlrechten in ihrer Region und andererseits eine vermeintlich unproduktive Bevölkerung mit sehr eingeschränkten Landnutzungsrechten, die der damaligen Wahrnehmung nach ihren Lebensunterhalt vorzugsweise mit Tätigkeiten auf Farmen und in Bergwerken suchte.
Am Oberlauf des Great Kei River wurden 1879 Gebiete, auf denen Thembu und Mfengu lebten und die traditionelles Stammesland bildeten, zu einem neuen Schulbezirk zusammengefasst. Die Aufstände in Griqualand-Ost von 1879, der Krieg gegen die Basotho der Jahre 1880 und 1881 sowie die Unruhen zwischen 1880 und 1881 in den Transkeian Territories trugen dazu bei, dass die bisherigen Bestrebungen der Kolonialbehörden zur Schaffung von individuellem Landbesitz unter der schwarzen Landbevölkerung und die Bereitstellung von Farmland für europäische Einwanderer östlich des Great Kei Rivers nur geringen Erfolg hatten.
Die sogenannte Barry-Kommission unter der Leitung von Jacob Dirk Barry hatte die Spezifik und die Strukturen des Landeigentums in Natal und in der Kapkolonie untersucht. Nach der Vorlage des Berichts der Commission on Native Laws and Customs (kurz Barry Commission) im Jahr 1883 wurde sich die Regierung der zunehmenden Akzeptanzproblematik bewusst, die sich aus der praktizierten Landvermessung und ungewohnten Landzuteilung mit privaten Eigentumstiteln innerhalb der schwarzen Bevölkerung entwickelt hatte. Trotzdem plädierte die Kommission für eine offensive Nutzung aller Möglichkeiten, um mit verbesserten Angeboten auf das Ziel einer Neuordnung des Grundstücksrechts in den besetzten Gebieten hinzuarbeiten. So kam es 1894 zur Einführung der Bestimmungen nach dem Glen Grey Act in vier Bezirken der Transkei, den Distrikten von Butterworth, Idutywa, Nqamakwe und Tsomo sowie 1898 im Distrikt Kentani.
In der Folge einer administrativen Neugliederung bildete man 1895 im Glen Grey District eine regionale Finanzverwaltungsabteilung. Dadurch wurde die Regierung der Kapkolonie in die Lage versetzt, die Thembu ohne besondere rechtliche Regelungen als ein isoliertes „Kolonialproblem“ zu betrachten und dabei neue Methoden in der Eingeborenenverwaltung auszuprobieren. Mit dieser Reform wurde den schwarzen Bewohnern individueller Landbesitz über ein speziell dafür entwickeltes Katastersystem zugestanden. Dieses stand im Gegensatz zu den traditionellen Stammesregeln, nach denen es ursprünglich nur gemeinschaftliches Land gab, über dessen Nutzung durch die stammesangehörigen Familien ihre Chiefs (Häuptlinge) zu entscheiden hatten. Cecil John Rhodes, seit 1893 Minister für Eingeborenenangelegenheiten in der Kapkolonie, sah in dieser Sonderzone einen Testfall mit beispielhafter Wirkung für ganz Afrika („Bill for Africa“) und betonte deren Beitrag zur „fortschrittlichen Zivilisationsarbeit“ innerhalb seiner Politik. Das Glen-Grey-System diente zudem als Modell zur schrittweisen Einbindung der westlichen Bereiche der Transkeian Territories in die damaligen Verwaltungsstrukturen der Kapkolonie.
Aus den langjährigen Landvermesseraktivitäten und deren Verteilungsvorstellungen im Zusammenwirken mit den Kolonialbehörden erwuchsen langwierige Auseinandersetzungen um Landnutzung und Lebensunterhalt, die als regionale Konflikte bis um 1920 anhielten. Kennzeichnend für die unterschätzte Akzeptanz der neuen Methoden in der Native administration entwickelten sich schon 1894/1895 Proteste gegen die Steuerpolitik und die etablierten Regionalversammlungen.

## Legislative Folgewirkungen
- Der Glen Grey Amending Act (Act No. 15 / 1899) modifizierte bisherige Regelungen.
- Im Natives Land Act von 1913 bezog man sich auch auf die Vorerfahrungen mit dem Glen Grey Act und reduzierte die Möglichkeiten des Landerwerbs für die schwarze Bevölkerung.
- Der Native Affairs Act (Act No. 23 / 1920) erwuchs aus den Ergebnissen des Berichtes der South African Native Affairs Commission von 1905 und führte zur Schaffung eines landesweiten Systems von stammesbezogenen, aber von der Regierung ernannten Bezirksräten. Diese Räte wurden nach den Vorgaben im ehemaligen Glen Grey Act konzipiert.[18]

## Weiterführende Literatur
- J. J. Kelly: Act 25, of 1894, an Applied, and its Probable Consequences to the Natives of the District of Glen Grey. Lovedale 1895.
- Lucy Mair: Native Polices in Africa. G. Routledge, London, 1936 .
- R. J. Thompson, B. M. Nicholls: The Glen Grey Act: Forgotten dimensions in an old theme. In: South African Journal of Economic History, Volume 8 (1993), Heft 2, S. 58–70.